# Вульпія війчаста
Вульпія війчаста, лисичник війчастий (Vulpia ciliata Dumort.) – вид рослин родини тонконогові (Poaceae). лат. ciliata — «війчастий».

## Опис
Стебла до 50 см, прямостійні або висхідні, рифлені, гладкі. Листові пластини до 13 см у довжину і 0,2–0,5(-2) мм шириною. Волоті або кластери 1–14 см, лінійно-довгасті. Колоски 5–10 мм, з 1–3 родючих квітів і 3–7 верхніх стерильних квітів. Цвіте з квітня по червень.

## Поширення
Північна Африка: Алжир; Лівія; Марокко; Туніс. Азія: Кіпр; Іран; Ірак; Ізраїль; Йорданія; Ліван; Сирія; Туреччина; Киргизстан; Туркменістан; Узбекистан; Пакистан — Белуджистан. Кавказ: Вірменія; Азербайджан; Грузія; Росія — Дагестан. Європа: Велика Британія; Бельгія; Україна [вкл. Крим]; Албанія; Болгарія; Хорватія; Греція [вкл. Крит]; Італія [вкл. Сардинія, Сицилія]; Румунія; Сербія; Словенія; Франція [вкл. Корсика]; Португалія; Гібралтар; Іспанія [вкл. Балеарські острови, Канарські острови]. Натуралізований: Австралія.